# Boris Moubhibo Ngonga
Boris Moubhibo Ngonga (25 ottobre 1988) è un calciatore congolese (Repubblica del Congo), difensore dei Léopards.

## Carriera

### Nazionale
Ha esordito in Nazionale nel 2013.